# الخضراء (الشعر)

تعديل مصدري - تعديل

الخضراء هي إحدى قرى عزلة القابل الأسفل بمديرية الشعر التابعة لمحافظة إب، بلغ تعداد سكانها 177 نسمة حسب تعداد اليمن لعام 2004.